# Fussballclub Thun 1898 2006-2007
Questa voce raccoglie le informazioni riguardanti il Fussballclub Thun 1898 nelle competizioni ufficiali della stagione 2006-2007.

## Stagione
Nella stagione 2006-2007 il Thun, allenato da Heinz Peischl e Jeff Saibene, concluse il campionato di Super League al 7º posto. In Coppa Svizzera il Thun fu eliminato agli ottavi di finale dal Grasshoppers.

## Rosa
| N. |                      | Ruolo | Calciatore          |
| -- | -------------------- | ----- | ------------------- |
| 1  | Svizzera (bandiera)  | P     | Patrick Bettoni     |
| 2  | Rep. Ceca (bandiera) | D     | Lukáš Došek         |
| 3  | Argentina (bandiera) | D     | Óscar Espósito      |
| 4  | Svizzera (bandiera)  | D     | Sehid Sinani        |
| 6  | Svizzera (bandiera)  | C     | Roman Friedli       |
| 9  | Svizzera (bandiera)  | A     | Milaim Rama         |
| 11 | Svizzera (bandiera)  | C     | Andres Gerber       |
| 12 | Camerun (bandiera)   | D     | Armand Deumi        |
| 14 | Svizzera (bandiera)  | D     | Marco Hämmerli      |
| 16 | Svizzera (bandiera)  | D     | Mario Schönenberger |
| 17 | Svizzera (bandiera)  | A     | Julian Bühler       |
| 18 | Svizzera (bandiera)  | P     | Alain Portmann      |

| N. |                       | Ruolo | Calciatore              |
| -- | --------------------- | ----- | ----------------------- |
| 20 | Argentina (bandiera)  | C     | Ezequiel Óscar Scarione |
| 21 | Portogallo (bandiera) | C     | Nelson Ferreira         |
| 22 | Svizzera (bandiera)   | P     | Sascha Stulz            |
| 23 | Finlandia (bandiera)  | A     | Juho Mäkelä             |
| 24 | Finlandia (bandiera)  | D     | Ari Nyman               |
| 25 | Italia (bandiera)     | D     | João Di Fabio           |
| 27 | Svizzera (bandiera)   | C     | Thomas Haberthür        |
| 31 | Svizzera (bandiera)   | D     | Stefan Glarner          |
| 32 | Svizzera (bandiera)   | D     | Sandro Galli            |
| 33 | Svizzera (bandiera)   | D     | Benjamin Lüthi          |
| 34 | Svizzera (bandiera)   | D     | Yves Zahnd              |
| 35 | Argentina (bandiera)  | C     | Alejandro Gavatorta     |

## Organigramma societario
Area tecnica
- Allenatore: Jeff Saibene
- Allenatore in seconda:
- Preparatore dei portieri: Andreas Hilfiker
- Preparatori atletici:

## Calciomercato

### Sessione estiva
| Acquisti | Acquisti            | Acquisti        | Acquisti |
| R.       | Nome                | da              | Modalità |
| -------- | ------------------- | --------------- | -------- |
| A        | Héctor Tapia        | Unión Española  |          |
| A        | Ariel Carreño       | Tiro Federal    |          |
| A        | Yao Senaya Jr.      | YF Juventus     |          |
| D        | Patrick Baumann     | Neuchâtel Xamax |          |
| P        | Patrick Bettoni     | Young Boys      |          |
| D        | Lukáš Došek         | Siegen          |          |
| D        | Marco Hämmerli      | Wil             |          |
| D        | Vedran Ješe         | Inter Zaprešić  |          |
| A        | Leandro             | Grasshoppers    |          |
| A        | Milaim Rama         | Sciaffusa       |          |
| D        | Mario Schönenberger | Wil             |          |

| Cessioni | Cessioni         | Cessioni      | Cessioni |
| R.       | Nome             | a             | Modalità |
| -------- | ---------------- | ------------- | -------- |
| C        | Ibrahima Ba      | Al-Ahli Doha  |          |
| A        | Önder Çengel     | Gaziantepspor |          |
| D        | Grégory Duruz    | NZL Knights   |          |
| A        | Pape Omar Faye   | Vaduz         |          |
| A        | Gelson           | Chiasso       |          |
| P        | Daniel Lopar     | San Gallo     |          |
| D        | Ljubo Miličević  | Young Boys    |          |
| A        | Eren Sen         | Konyaspor     |          |
| C        | Tiago Bernardini | Slovácko      |          |

### Sessione invernale
| Acquisti | Acquisti                | Acquisti         | Acquisti |
| R.       | Nome                    | da               | Modalità |
| -------- | ----------------------- | ---------------- | -------- |
| C        | Thomas Haberthür        | Delémont         |          |
| A        | Juho Mäkelä             | Hearts           |          |
| C        | Alejandro Gavatorta     | Politehnica Iași |          |
| D        | Ari Nyman               | Inter Turku      |          |
| C        | Ezequiel Óscar Scarione | Deportivo Cuenca |          |

| Cessioni | Cessioni        | Cessioni    | Cessioni |
| R.       | Nome            | a           | Modalità |
| -------- | --------------- | ----------- | -------- |
| C        | Adriano Pimenta | Yokohama FC |          |
| D        | Vedran Ješe     | Bnei Yehuda |          |
| A        | Yao Senaya Jr.  | YF Juventus |          |
| A        | Héctor Tapia    | Palestino   |          |

## Risultati

### Super League

#### Prima fase, girone di andata
| Arbitro: | Studer |

|           |           |           |
| Antić 26’ | Marcatori | 24’ Došek |

| Thun 23 luglio 2006, ore 16:00 CEST 2ª giornata | Thun       | 0 – 0 referto | Young Boys | Stadion Lachen (7 500 spett.)\| Arbitro: \| Zimmermann \| |
| Arbitro:                                        | Zimmermann |               |            |                                                           |

| Arbitro: | Bertolini |

|                                         |           |             |
| Santos 6’, 30’ (rig.), 36’ Biscotte 78’ | Marcatori | 79’ Leandro |

| Arbitro: | Circhetta |

|             |           |  |
| Pimenta 80’ | Marcatori |  |

| Arbitro: | Rogalla |

|                                                      |           |           |
| Ergić 27’ Petrić 30’ Kuzmanović 32’ Chipperfield 45’ | Marcatori | 73’ Deumi |

| Arbitro: | Zimmermann |

|  |           |                       |
|  | Marcatori | 2’, 45’ Tachie-Mensah |

| Arbitro: | Petignat |

|  |           |            |
|  | Marcatori | 44’ Kuljić |

| Arbitro: | Rutz |

|                                                     |           |  |
| Alphonse 6’, 58’ Raffael 33’ Tihinen 65’ Stanic 89’ | Marcatori |  |

| Arbitro: | Bertolini |

|           |           |             |
| Tapia 15’ | Marcatori | 33’ Paquito |

#### Prima fase, girone di ritorno
| Arbitro: | Studer |

|                    |           |           |
| Rama 50’ Tapia 60’ | Marcatori | 62’ Antić |

| Arbitro: | Bertolini |

|                                              |           |  |
| Paulo 27’ Raimondi 45’, 73’ Häberli 54’, 66’ | Marcatori |  |

| Arbitro: | Kever |

|  |           |            |
|  | Marcatori | 61’ Ristić |

| Sciaffusa 8 novembre 2006, ore 19:45 CET 13ª giornata | Sciaffusa | 0 – 0 referto | Thun | Stadion Breite (2 503 spett.)\| Arbitro: \| Kever \| |
| Arbitro:                                              | Kever     |               |      |                                                      |

| Arbitro: | Circhetta |

|          |           |             |
| Rama 38’ | Marcatori | 80’ Eduardo |

| Arbitro: | Rutz |

|             |           |                         |
| Aguirre 27’ | Marcatori | 35’ Hodžić 55’ Ferreira |

| Arbitro: | Laperrière |

|                                   |           |  |
| Kuljić 38’ Carlitos 66’ Reset 90’ | Marcatori |  |

| Arbitro: | Salm |

|  |           |                        |
|  | Marcatori | 12’ Džemaili 90’ Inler |

| Arbitro: | Wildhaber |

|                  |           |            |
| Tchouga 64’, 82’ | Marcatori | 7’ Leandro |

#### Seconda fase, girone di andata
| Arbitro: | Rogalla |

|               |           |                                 |
| Fernández 52’ | Marcatori | 56’ Carreño 63’ (aut.) Sereinig |

| Arbitro: | Wermelinger |

|  |           |                         |
|  | Marcatori | 49’ Galindo 88’ Renggli |

| Arbitro: | Zimmermann |

|                             |           |              |
| Marcos 8’ Frimpong 36’, 67’ | Marcatori | 79’ Ferreira |

| Aarau 4 marzo 2007, ore 16:00 CET 22ª giornata | Aarau   | 0 – 0 referto | Thun | Stadion Brügglifeld (5 200 spett.)\| Arbitro: \| Busacca \| |
| Arbitro:                                       | Busacca |               |      |                                                             |

| Arbitro: | Petignat |

|                                    |           |             |
| Hämmerli 45’ Ferreira 84’ Rama 90’ | Marcatori | 69’ Aguirre |

| Arbitro: | Bertolini |

|  |           |                  |
|  | Marcatori | 47’ (rig.) Cesar |

| Arbitro: | Studer |

|                                            |           |            |
| Smiljanić 12’ Caicedo 55’ Rakitić 62’, 82’ | Marcatori | 89’ Mäkelä |

| Arbitro: | Petignat |

|          |           |                                     |
| Rama 29’ | Marcatori | 31’ Obradović 52’ Saborío 70’ Sarni |

| Arbitro: | Kever |

|             |           |                            |
| Tchouga 49’ | Marcatori | 4’ (rig.) Zahnd 73’ Bühler |

#### Seconda fase, girone di ritorno
| Arbitro: | Wermelinger |

|                    |           |           |
| Rama 3’ Mäkelä 90’ | Marcatori | 37’ Bader |

| Arbitro: | Laperrière |

|                           |           |            |
| Obradović 28’ Saborío 48’ | Marcatori | 66’ Bühler |

| Arbitro: | Kever |

|  |           |                            |
|  | Marcatori | 25’ Sterjovski 90’ Caicedo |

| Zurigo 5 maggio 2007, ore 17:45 CEST 31ª giornata | Zurigo      | 0 – 0 referto | Thun | Hardturm (8 400 spett.)\| Arbitro: \| Wermelinger \| |
| Arbitro:                                          | Wermelinger |               |      |                                                      |

| Arbitro: | Rogalla |

|                         |           |  |
| Zellweger 50’ Marić 70’ | Marcatori |  |

| Arbitro: | Circhetta |

|              |           |  |
| Scarione 29’ | Marcatori |  |

| Arbitro: | Studer |

|  |           |             |
|  | Marcatori | 51’ Häberli |

| Arbitro: | Zimmermann |

|  |           |                                  |
|  | Marcatori | 7’ Bühler 39’ Došek 67’ Ferreira |

| Arbitro: | Circhetta |

|                      |           |  |
| Mäkelä 29’ Deumi 58’ | Marcatori |  |

### Coppa Svizzera
| 27 agosto 2006, ore 15:00 CEST Primo turno | Stade Nyonnais | 0 – 6 | Thun |  |

| 30 settembre 2006, ore 17:30 CEST Secondo turno | Meyrin | 2 – 3 | Thun |  |

| 11 novembre 2006, ore 17:45 CET Ottavi di finale | Grasshoppers | 1 – 0 | Thun |  |

## Statistiche

### Statistiche di squadra
| Competizione   | Punti | In casa | In casa | In casa | In casa | In casa | In casa | In trasferta | In trasferta | In trasferta | In trasferta | In trasferta | In trasferta | Totale | Totale | Totale | Totale | Totale | Totale | DR  |
| Competizione   | Punti | G       | V       | N       | P       | Gf      | Gs      | G            | V            | N            | P            | Gf           | Gs           | G      | V      | N      | P      | Gf     | Gs     | DR  |
| -------------- | ----- | ------- | ------- | ------- | ------- | ------- | ------- | ------------ | ------------ | ------------ | ------------ | ------------ | ------------ | ------ | ------ | ------ | ------ | ------ | ------ | --- |
| Super League   | 37    | 18      | 6       | 3       | 9       | 14      | 20      | 18           | 4            | 4            | 10           | 16           | 38           | 36     | 10     | 7      | 19     | 30     | 58     | -28 |
| Coppa Svizzera | -     | 0       | 0       | 0       | 0       | 0       | 0       | 3            | 2            | 0            | 1            | 9            | 3            | 3      | 2      | 0      | 1      | 9      | 3      | +6  |
| Totale         | 37    | 18      | 6       | 3       | 9       | 14      | 20      | 21           | 6            | 4            | 11           | 25           | 41           | 39     | 12     | 7      | 20     | 39     | 61     | -22 |

### Andamento in campionato
| Giornata  | 1 | 2 | 3 | 4 | 5 | 6 | 7 | 8 | 9 | 10 | 11 | 12 | 13 | 14 | 15 | 16 | 17 | 18 | 19 | 20 | 21 | 22 | 23 | 24 | 25 | 26 | 27 | 28 | 29 | 30 | 31 | 32 | 33 | 34 | 35 | 36 |
| --------- | - | - | - | - | - | - | - | - | - | -- | -- | -- | -- | -- | -- | -- | -- | -- | -- | -- | -- | -- | -- | -- | -- | -- | -- | -- | -- | -- | -- | -- | -- | -- | -- | -- |
| Luogo     | T | C | T | C | T | C | C | T | C | C  | T  | C  | T  | C  | T  | T  | C  | T  | T  | C  | T  | T  | C  | C  | T  | C  | T  | C  | T  | C  | T  | T  | C  | C  | T  | C  |
| Risultato | N | N | P | V | P | P | P | P | N | V  | P  | P  | N  | N  | V  | P  | P  | P  | V  | P  | P  | N  | V  | P  | P  | P  | V  | V  | P  | P  | N  | P  | V  | P  | V  | V  |
| Posizione | 2 | 4 | 7 | 5 | 7 | 7 | 8 | 9 | 8 | 7  | 8  | 9  | 9  | 9  | 8  | 8  | 9  | 9  | 8  | 8  | 8  | 8  | 8  | 8  | 8  | 8  | 8  | 8  | 8  | 8  | 8  | 8  | 8  | 8  | 7  | 7  |

Legenda:

Luogo: C = Casa; T = Trasferta. Risultato: V = Vittoria; N = Pareggio; P = Sconfitta.

### Statistiche dei giocatori
| S. Aegerter      | 14 | 0 | 2 | 0 |
| Ó. Espósito      | 32 | 4 | 2 | 0 |
| P. Baumann       | 13 | 0 | 4 | 0 |
| P. Bettoni       | 20 | 0 | 2 | 0 |
| J. Bühler        | 28 | 3 | 0 | 0 |
| A. Carreño       | 11 | 1 | 1 | 0 |
| A. Deumi         | 33 | 2 | 9 | 0 |
| J. Di Fabio      | 22 | 0 | 3 | 0 |
| L. Došek         | 23 | 2 | 3 | 0 |
| N. Ferreira      | 32 | 4 | 8 | 0 |
| R. Friedli       | 13 | 0 | 1 | 0 |
| S. Galli         | 7  | 0 | 2 | 0 |
| A. Gavatorta     | 17 | 0 | 5 | 0 |
| A. Gerber        | 31 | 0 | 3 | 0 |
| S. Glarner       | 5  | 0 | 1 | 0 |
| T. Haberthür     | 0  | 0 | 0 | 0 |
| S. Hodžić        | 16 | 1 | 2 | 1 |
| M. Hämmerli      | 23 | 1 | 4 | 0 |
| V. Ješe          | 9  | 0 | 2 | 0 |
| Y. Jr.           | 2  | 0 | 0 | 0 |
| L. Leandro       | 19 | 2 | 3 | 0 |
| B. Lüthi         | 4  | 0 | 1 | 0 |
| J. Mäkelä        | 14 | 3 | 0 | 0 |
| A. Nyman         | 18 | 0 | 2 | 0 |
| A. Pimenta       | 15 | 1 | 1 | 0 |
| A. Portmann      | 19 | 0 | 0 | 0 |
| M. Rama          | 32 | 5 | 1 | 0 |
| Ó. Scarione      | 11 | 1 | 1 | 0 |
| M. Schönenberger | 12 | 0 | 1 | 0 |
| S. Sinani        | 1  | 0 | 0 | 0 |
| S. Stulz         | 0  | 0 | 0 | 0 |
| H. Tapia         | 10 | 2 | 3 | 0 |
| Y. Zahnd         | 22 | 1 | 0 | 0 |